# 西宮市立苦楽園小学校
西宮市立苦楽園小学校（にしのみやしりつ くらくえんしょうがっこう）は、兵庫県西宮市苦楽園二番町に所在する公立小学校。

## 沿革
- 1976年（昭和51年）4月1日 - 西宮市立北夙川小学校から分離して開校。

## 通学区域
- 角石町、苦楽園一番町～苦楽園六番町、北山町、柏堂町、柏堂西町、剣谷町、湯元町、鷲林寺町、鷲林寺１･２丁目、鷲林寺南町、鷲林寺字剣谷、越水字社家郷山、毘沙門町、美作町、甑岩町、老松町（18番）、樋之池町（16～21、28番）[1]

※卒業後は基本的に西宮市立苦楽園中学校に進学する。

## 通学区域が隣接している学校
- 西宮市立北夙川小学校
- 西宮市立神原小学校
- 西宮市立甲陽園小学校
- 西宮市立上ケ原小学校
- 宝塚市立西山小学校
- 西宮市立山口小学校
- 芦屋市立山手小学校
- 芦屋市立岩園小学校